# بيتر كامبل براون
بيتر كامبل براون (بالإنجليزية: Peter Campbell Brown)‏ هو محامي أمريكي، ولد في 12 أغسطس 1913 في بروكلين في الولايات المتحدة، وتوفي في 23 يوليو 1994 في بورت تشيستير في الولايات المتحدة.

## وصلات خارجية
- بيتر كامبل براون على موقع إن إن دي بي (الإنجليزية)